# Pietro I di Tarantasia
Pietro I di Tarantasia, noto anche come Pietro il Vecchio (... – 29 giugno 1140), è stato un abate e arcivescovo cattolico francese, fu uno dei fondatori dell'ordine cistercense e il primo membro del suo ordine ad essere elevato all'episcopato, divenendo arcivescovo-conte di Tarantasia.

## Biografia

### Origini e vita monastica
Le origini di Pietro sono sconosciute, è noto solo che si fece monaco cluniacense. L'enciclopedia Catholicisme. Hier, aujourd'hui, demain indica che potrebbe provenire dall'abbazia di Notre-Dame di Molesme. Fu membro del gruppo di monaci «che nel 1098 fu all'origine dell'abbazia di Cîteaux». Intorno al 1113 lasciò Cîteaux per recarsi nella diocesi di Chalon. Fece parte del gruppo fondatore dell'abbazia di La Ferté, di cui divenne il terzo abate dal 1123 circa fino al 1132. Sembra che abbia compiuto due viaggi in Italia, molto probabilmente passando per il colle del Piccolo San Bernardo e attraversando quindi la valle di Tarantasia. Nel 1124 assistette alla fondazione dell'abbazia di Santa Maria alla Croce di Tiglieto e poi a quella di Lucedio. Fu durante il suo secondo passaggio in Tarantasia, secondo il suo biografo, che fu intercettato dagli abitanti di Moûtiers, alla ricerca di un nuovo vescovo, essendo Bosone morto già da qualche tempo. Divenne così il primo cistercense investito della dignità episcopale.

### Arcivescovo di Tarantasia
Sembra quindi che sia stato il popolo dei fedeli a eleggerlo alla sede di Tarantasia tra il 1123 e il 1124, ricevendo in seguito anche l'approvazione del papa (forse nel 1132). Nel 1125 fu incaricato dal conte Amedeo III di Savoia di adoperarsi perché fosse istituita un'abbazia cistercense nella sua contea. Il luogo scelto fu la valle di Tamié, una piccola valle appartenente ai signori di Chevron, situata lungo un asse secondario che collegava la Savoia alla contea di Ginevra. L'abbazia di Tamié fu fondata ufficialmente nel 1132 da alcuni monaci provenienti da Bonnevaux guidati da Pietro, che ne divenne il primo abate e che sarà in futuro a sua volta arcivescovo di Tarantasia.
Arcivescovo riformatore, riorganizzò il capitolo e il manso. Si dice che mantenne l'abito monacale anche durante il suo episcopato.
Nel 1136 fece da testimone in una conferma di beni presso l'abbazia di Lucelle, insieme a Umberto, arcivescovo di Besançon, e Adalberto III, vescovo di Basilea. Pietro si dedicò anche a «recuperare i beni della sua chiesa sottratti dai laici»; nel 1139 riscattò dal conte di Savoia, per 30 lire segusine, le decime di Conflans, Saint-Sigismond e Pallud.
Nel 1140 Pietro cedette all'abbazia di San Maurizio d'Agauno il priorato di Mont-Saint-Michel (collocato nelle vicinanze del palazzo arcivescovile di Moûtiers), nonché le chiese di Salin, Fessons e Montagny. In seguito sembra dovette fare da arbitro in una disputa tra i canonici d'Agauno e i signori d'Allinges, nel Chiablese.

### Morte e successione
Pietro morì intorno al 1140. Sembra sia stato sepolto nella cattedrale di Moûtiers. «I cistercensi lo annotarono nel loro menologio alla data del 29 giugno». Isdraele, ex cappellano del conte di Savoia, che prese il suo posto sulla sede di Tarantasia, è qualificato da alcuni come «usurpatore» e persino «incompetente».

## Venerazione
Pietro è riportato come santo in varie fonti, in particolare da Joseph-Antoine Besson, tuttavia non sono noti atti di canonizzazione nei suoi riguardi. Si tratta molto probabilmente di uno dei santi canonizzati dalla vox populi, ma non riconosciuto come tale dalla Chiesa in senso canonico. Dato che la diffusione del suo culto rimase sempre limitata alla sola Tarantasia e all'ordine cistercense e dato che non fu mai formalmente canonizzato da un papa o da un sinodo vescovile, Pietro I di Tarantasia è più propriamente classificato come beato.
La sua ricorrenza viene celebrata a Moûtiers, insieme a quella del suo successore Pietro III, la prima domenica di settembre, in memoria della traslazione delle loro reliquie avvenuta nel 1636.